# Kanton Honfleur-Deauville
Der Kanton Honfleur-Deauville ist eine französische Verwaltungseinheit im Département Calvados in der Region Normandie. Er umfasst 17 Gemeinden im Arrondissement Lisieux. Bei der landesweiten Neuordnung der französischen Kantone wurde er 2015 neu geschaffen.

## Gemeinden
Der Kanton besteht aus 17 Gemeinden mit insgesamt 29.434 Einwohnern (Stand: 1. Januar 2022) auf einer Gesamtfläche von 157,47 km²:
| Gemeinde                  | Einwohner 1. Januar 2022 | Fläche km² | Dichte Einw./km² | Code INSEE | Postleitzahl |
| ------------------------- | ------------------------ | ---------- | ---------------- | ---------- | ------------ |
| Ablon                     | 1.177                    | 12,00      | 98               | 14001      | 14600        |
| Barneville-la-Bertran     | 121                      | 4,18       | 29               | 14041      | 14600        |
| Cricquebœuf               | 266                      | 1,85       | 144              | 14202      | 14113        |
| Deauville                 | 3.563                    | 3,57       | 998              | 14220      | 14800        |
| Équemauville              | 1.557                    | 5,98       | 260              | 14243      | 14600        |
| Fourneville               | 478                      | 6,86       | 70               | 14286      | 14600        |
| Genneville                | 819                      | 9,36       | 88               | 14299      | 14600        |
| Gonneville-sur-Honfleur   | 855                      | 8,50       | 101              | 14304      | 14600        |
| Honfleur                  | 6.751                    | 13,67      | 494              | 14333      | 14600        |
| La Rivière-Saint-Sauveur  | 2.535                    | 5,39       | 470              | 14536      | 14600        |
| Le Theil-en-Auge          | 197                      | 2,78       | 71               | 14687      | 14130        |
| Pennedepie                | 317                      | 5,68       | 56               | 14492      | 14600        |
| Quetteville               | 398                      | 10,32      | 39               | 14528      | 14130        |
| Saint-Gatien-des-Bois     | 1.313                    | 49,11      | 27               | 14578      | 14130        |
| Touques                   | 3.857                    | 8,13       | 474              | 14699      | 14800        |
| Trouville-sur-Mer         | 4.624                    | 6,79       | 681              | 14715      | 14360        |
| Villerville               | 606                      | 3,30       | 184              | 14755      | 14113        |
| Kanton Honfleur-Deauville | 29.434                   | 157,47     | 187              | 1415       | –            |

## Politik
| Vertreter im Departementrat | Vertreter im Departementrat             | Vertreter im Departementrat |
| Amtszeit                    | Namen                                   | Partei                      |
| --------------------------- | --------------------------------------- | --------------------------- |
| 2015–                       | Michel Lamarre Colette Nouvel-Rousselot | DVD                         |